# 上原真人
上原 真人（うえはら まひと、1949年 - ）は、日本の考古学者。京都大学名誉教授。辰馬考古資料館館長。

## 経歴
1949年、神奈川県茅ヶ崎市生まれ。1973年、京都大学文学部考古学科卒業。1979年に同大学院文学研究科博士課程を満期退学する。
卒業後は奈良国立文化財研究所研究員（文部技官)となり、1996年より京都大学大学院文学研究科教授。2015年に定年退職し、京都大学名誉教授となった。退任後は、辰馬考古資料館館長、黒川古文化研究所所長を務める。

## 受賞・栄典
- 1999年：濱田青陵賞
- 2021年：地域文化功労者[3]

## 著書

### 単著
- 『歴史発掘 11 瓦を読む』講談社 1997
- 『古代寺院の資産と経営 寺院資財帳の考古学』すいれん舎 2014

### 編著
- 『列島の古代史』全8巻 白石太一郎、吉川真司、吉村武彦共編（岩波書店）2005-06
- 『皇太后の山寺 山科安祥寺の創建と古代山寺寺院』編 柳原出版 2007
- 『考古学 その方法と現状』泉拓良共編著 放送大学教育振興会 2009

## 論文
- CiNii(上原真人著作)

## 注
1. ↑  『遼文化・遼寧省調査報告書2006』の上原「遼寧省博物館にて」p.25 上原は戦後生まれのため神奈川県生まれであるが、父は終戦時満州国奉天(現・遼寧省瀋陽市)にあった満洲国立中央博物館奉天分館(現・遼寧省博物館)の代理館長を務めていたとのことである。
2. ↑  研究者情報
3. ↑  令和3年度地域文化功労者表彰名簿